# Guglielmo Righini
Guglielmo Righini   (Castelfranco Veneto, 16 de febrer de 1908 - Florència, 29 de maig de 1978) va ser un astrònom italià especialitzat en l'estudi del Sol.

## Vida i Obra
Tot i haver nascut a Castelfranco Veneto, a la vora de Venècia, va passar la seva infància a Florència, a on es va traslladar la família quan era petit i on va ser escolaritzat. Va continuar els seus estudis en escoles tècniques abans d'0btenir el doctorat a la universitat de Florència el 1930. El 1928 ja havia començat a treballar a l'observatori astronòmic d'Arcetri, un barri a la muntanya de Florència on va viure els seus últims anys Galileu. Amb interrupcions pel servei militar, per una beca que li va permetre estar el curs 1933-1934 a la universitat d'Utrecht amb el professor Marcel Minnaert, per la Segona Guerra Mundial i per unes estances al observatori de Carloforte i al laboratori Cavendish, va romandre a Arcetri fins que el 1951 va ser nomenat director del observatori d'Asiago. El 1953, en jubilar-se el seu mestre, Abetti, va passar a ser director de l'observatori d'Arcetri i catedràtic d'astronomia de la universitat de Florència, càrrecs que va mantenir fins a la seva mort el 1978.
Righini va publicar més de cent-cinquanta articles científics, la majoria dels quals en el seu camp de recerca que era la física del Sol. En els darrers anys de la seva vida també es va interessar per l'estudi de la vida i les obres de Galileu, esdevenint-ne un especialista, juntament amb la seva esposa, Maria Luisa Bonelli, que era la directora del museu d'història de la ciència de Florència (avui anomenat Museu Galileu).